# Las Higueras, Tonaya
Las Higueras är en ort i Mexiko.   Den ligger i kommunen Tonaya och delstaten Jalisco, i den södra delen av landet, 500 km väster om huvudstaden Mexico City. Las Higueras ligger 945 meter över havet och antalet invånare är 176.
Terrängen runt Las Higueras är huvudsakligen kuperad, men österut är den bergig. Runt Las Higueras är det ganska glesbefolkat, med 22 invånare per kvadratkilometer. Närmaste större samhälle är San Gabriel, 10,4 km sydväst om Las Higueras. I omgivningarna runt Las Higueras växer huvudsakligen savannskog.